# Short Movie
Short Movie è il quinto album in studio della cantautrice britannica Laura Marling, pubblicato nel 2015.

## Tracce
Testi e musiche di Laura Marling.
1. Warrior – 5:20
2. False Hope – 3:13
3. I Feel Your Love – 4:03
4. Walk Alone – 3:20
5. Strange – 3:18
6. Don't Let Me Bring You Down – 3:11
7. Easy – 3:44
8. Gurdjieff's Daughter – 4:22
9. Divine – 2:59
10. How Can I – 3:22
11. Howl – 5:06
12. Short Movie – 4:37
13. Worship Me – 3:36